# Vajkovce
Vajkovce est un village de Slovaquie situé dans la région de Košice.

## Histoire
Première mention écrite du village en 1630.

## Démographie

### Évolution de la population
| Année:               | 1994. | 2004.   | 2014.    | 2024.    |
| -------------------- | ----- | ------- | -------- | -------- |
| Nombre de personnes: | 494   | 522     | 742      | 933      |
| Différence:          |       | +5,66 % | +42,14 % | +25,74 % |

| Année:               | 2023. | 2024.   |
| -------------------- | ----- | ------- |
| Nombre de personnes: | 943   | 933     |
| Différence:          |       | -1,06 % |